# ヴァージニア・ウィリアムズ
ヴァージニア・ウィリアムズ（Virginia Williams, 1978年3月18日 - ）は、アメリカ合衆国出身の女優である。

## 出演作品

### テレビ
- リーガルに恋して（ローレン・リード）
- ママと恋に落ちるまで（クローディア）
- THE MENTALIST メンタリストの捜査ファイル
- ライ・トゥ・ミー　嘘の瞬間
- ザ・プロテクター/狙われる証人たち
- ヴェロニカ・マーズ
- めちゃくちゃ恋するハンターズ (2020)

### 映画
- 下宿人